# Hironori Ōtsuka
Hironori Ōtsuka (大 冢 博 纪, 1 de juny de 1892 Shimodate, Prefectura d'Ibaraki, Japó - 29 de gener de 1982), va ser un karateka japonès i fundador de l'escola wado ryu. El seu pare va ser el doctor Tokujiro Otsuka que dirigia una clínica, Hironori va ser segon dels quatre fills de Tokujiro.
Als 6 anys el 1898 va començar a practicar diverses arts marcials al costat d'un dels seus oncles i a l'edat de tretze anys va entrar a l'escola del gran mestre Yokiyoshi Tatsusaburo Nakayama, on va començar amb el seu primer aprenentatge de Shindo Yoshin Ryu jujutsu, un dels estils de (lluita) jujutsu clàssic japonès del qual deriva el judo modern. Després va aprendre karate per diversos anys amb el mestre Gichin Funakoshi, creador del que avui es coneix com l'estil shotokan'; posteriorment després d'entrar en desacord amb el mestre Funakoshi, respecte als canvis fets pel seu fill Yoshitaka al karate. Va decidir practicar i aprendre les diferents tècniques de karate des de la perspectiva d'altres mestres com Kenwa Mabuni de l'escola shito-ryu i Chokier Motobu, de qui va aprendre el seu estil de kumite, a més del Kata Naihanchi i entre diverses altres tècniques.
A partir de 1977 va començar a escriure el seu primer llibre titulat "Wado Ryu Karate", on explica i expressa de forma poètica sobre la formació del seu estil. El 20 novembre 1981 abdicà com Gran Mestre de Karate-Do Wado Ryu i declarà el seu fill gran, Jiro Otsuka, com el 2n Gran Mestre d'aquest estil, conegut com a Hironori Otsuka II, com una herència tradicional respecte de continuar amb el llinatge de l'escola. Després de la seva mort el 1982, és fins ara un dels mestres de karate més recordats, especialment per aquells que practiquen i apliquen el seu estil.